# Konqi

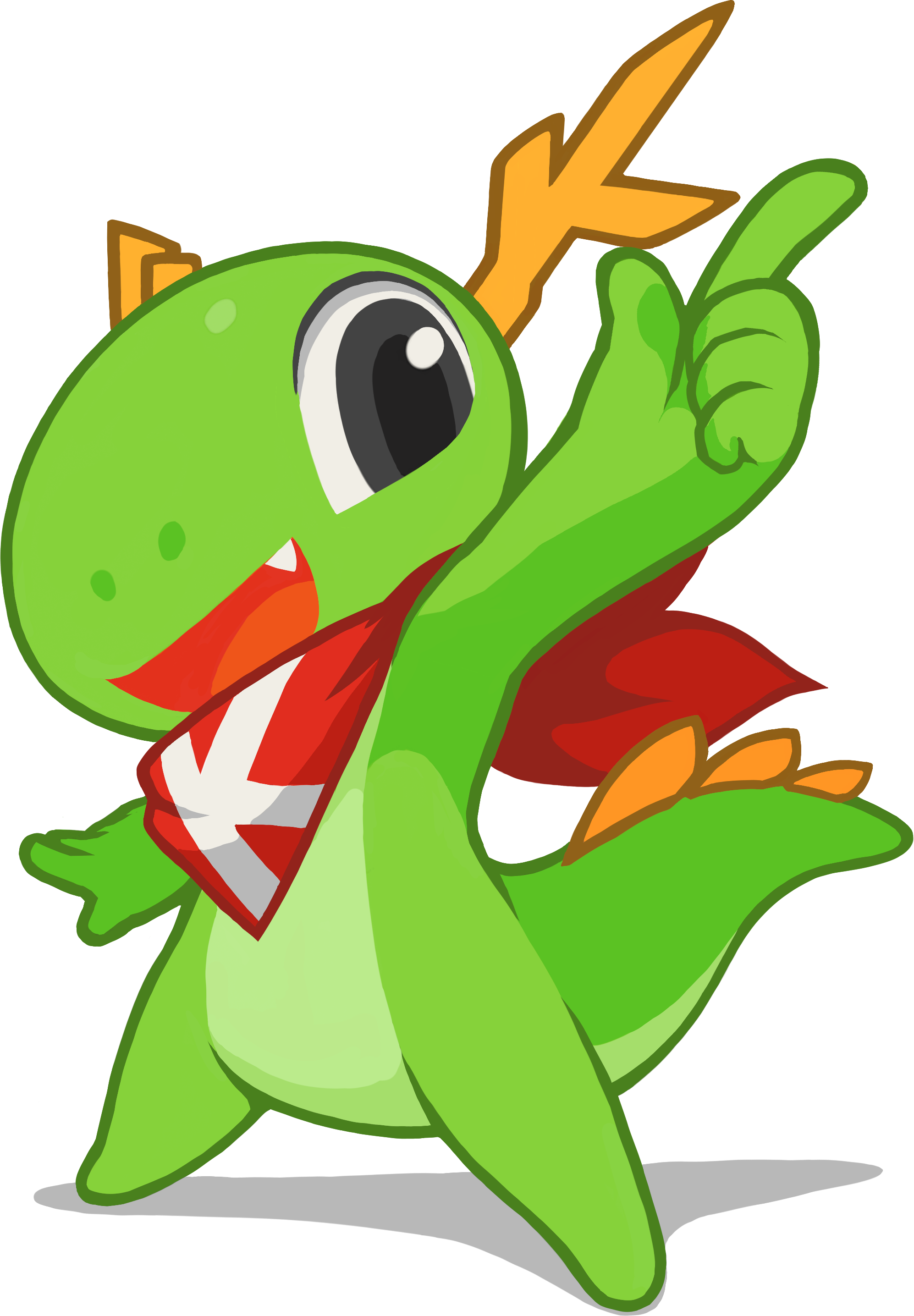
Konqi.

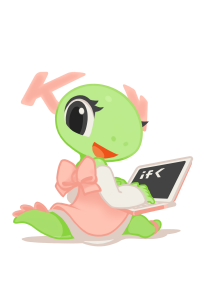
Katie, novia de Konqi.

Konqi, la mascota del proyecto KDE, es un simpático dragón verde. Este personaje aparece en el software de dicho proyecto y en varias páginas web, incluyendo la de KDE. Su nombre proviene de Konqueror, el navegador de dicho proyecto. Fue creado por Stefan Spatz y rediseñado por Tyson Tan.
Su novia, Katie, es la mascota del proyecto KDE women.